# Kawasaki Ki-45
Ki-45 Toryu (яп. 屠龍, «Вбивця драконів») — серійний армійський двомоторний винищувач суцільнометалевої конструкції Імперської армії Японії періоду Другої світової війни. Прийнятий на озброєння в серпні 1942 року під найменуванням двомісний винищувач армійський тип 2 «Торю». В останні роки війни використовувався як нічний винищувач.
Кодове ім'я союзників — «Нік» («Nick»).

## Історія створення

### Ki-38
В Європі і Америці в середині 30-тих років з'явились перші важкі двомоторні винищувачі (наприклад Messerschmitt Bf 110), і японська армія вирішила використати таку схему для створення винищувачів із більшим операційним радіусом (порівнюючи з одномоторними винищувачами). Проте коли в березні 1937 року до виробників літаків надійшов офіційний запит на розробку, жодних конкретних вимог представлено не було, оскільки в армії не змогли вирішити, для яких саме цілей використовувати літак. Три компанії почали роботу над проєктами, відповідно: Nakajima Ki-37, Kawasaki Ki-38 і Mitsubishi Ki-39. Через наявність більш нагальних проєктів розробка Ki-37 і Ki-39 була припинена відносно швидко. Розробка Ki-38 продовжувалась під керівництвом Ісаму Імаші. До жовтня 1937 року було виготовлено макет літака — моноплан із двома 12-циліндровими двигунами з рідинним охолодженням і з крилами еліптичної форми, але армія відклала замовлення до появи більш точних специфікацій.

### Розробка прототипів
Точні специфікації надійшли вже в грудні 1937 року, новий проєкт отримав позначення Ki-45 і являв собою продовження проєкту Ki-38. Армія замовила двомісний винищувач із наступними специфікаціями: максимальна швидкість 540 км/год на висоті 3,500 м; операційна висота — від 2000 до 5000 метрів; тривалість польоту — 4 години 40 хвилин на крейсерській швидкості 350 км/год і 30 хвилин бою; мусив нести два фронтальні кулемети і один турельний. В якості двигунів мали використовуватись Nakajima Ha-20b — 9-циліндрові радіальні двигуни (вироблені за ліцензією Bristol Mercury) потужністю 820 к. с. на висоті 3 800 м. Розробка почалась під керівництвом Такео Доі в січні 1938 року і рівно через рік був виготовлений перший прототип (с/н 4501) на заводі в Ґіфу.
Перший політ прототипу відбувся в лютому 1939 року. В ньому двигуни були розташовані в великих гондолах із кільцевим випускним колектором перед двигуном, а озброєння складалось із двох кулеметів 7,7-мм кулемети «Тип 89» в верхній частині фюзеляжу носа і 20 мм гармата Ho-3 в спеціальному тунелі знизу фюзеляжу, а також одного 7,7-мм кулемета в турелі стрільця. Тести вийшли незадовільними і показали декілька важливих недоліків, зокрема великий аеродинамічний опір гондол, проблеми з двигуном, який не видавав необхідної потужності, і проблеми з підніманням шасі.
В другому прототипі (с/н 4502) двигуни були підняті трохи вище і додано обтічні наконечники на пропелер. В третьому прототипі (с/н 4503) було вдосконалено обтічний наконечник, який пропускав повітря через двигун для кращого охолодження, також було встановлено електричний пристрій підйому шасі. Незважаючи на всі вдосконалення третій прототип мав максимальну швидкість всього 480 км/год. що не задовольняло вимоги, все ще залишався великим аеродинамічний опір двигунів. Розробка була знову припинена в кінці 1939 року, при цьому в Kawasaki залишалось ще шість прототипів на різних етапах виготовлення (с/н 4504-09).
У квітні 1940 роботи відновились, але тепер у якості двигунів повинні були використовуватись 14-циліндрові дворядні радіальні двигуни Nakajima Ha-25 з потужністю 1000 к. с. і можливістю форсажу. Також Ha-25 мав менший розмір порівняно з Ha-20b тому вдалось зробити менші гондоли для двигунів. Переробленим був прототип c/н — 4507, який був завершений у липні 1940. Хоча перший політ завершився аварійною посадкою через втрату елементу обшивки, модифікацію було визнано успішною і п'ять інших незавершених прототипів теж було перероблено, ще два прототипи розроблялися з нуля. Тепер літак розвивав швидкість 520 км/год.
Ще доки армійське командування розглядало покращений варіант Ki-45, головний інженер Такео Доі вніс ще декілька покращень із метою полегшити виробництво і покращити характеристики. Зокрема було зменшено фюзеляж, змінено хвостові рухомі поверхні, збільшено розмах крил і їх площу, а також зменшено гондоли двигунів. Озброєння теж було покращене: два фронтальні 7,7-мм кулемети було замінено на два 12,7-мм кулемети «Тип-1» (Ho-103), турельний кулемет теж був змінений на 7,9-мм кулемет тип 98. Також було замінено прицілювальні пристрої. У жовтні 1940 року армійське командування погодилось на виробництво з новими вдосконаленнями.

### Ki-45 KAI

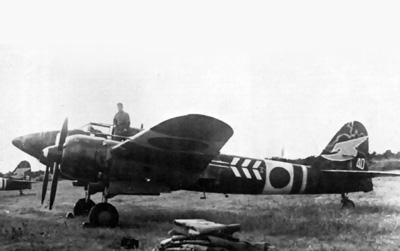
Ki-45 53-го авіазагону ППО.

Перший прототип був виготовлений у травні 1941 року і успішно пройшов випробування. До кінця 1941 року було виготовлено ще два прототипи і 12 передсерійних машин. У результаті модель почала вироблятись серійно під ім'ям «Двомісний армійський винищувач Тип 2 Модель А» (або Ki-45 KAIa «Toryu»).
Наступна модифікація літака «Двомісний армійський винищувач Тип 2 Модель B» (або Ki-45 KAIb) отримала ще потужніше озброєння: два фронтальні кулемети були замінені на 20-мм гармату Ho-3, а в нижній частині фюзеляжу було встановлено 37-мм гармату «Тип-98» з ручним заряджанням. З останніх випусків цієї моделі застосовувались 14-циліндрові радіальні двигуни Mitsubishi Ha-102, з потужністю 1050 к. с. З потужним озброєнням Ki-45 застосовувався проти бомбардувальників і невеликих патрульних човнів. Для боротьби з бомбардувальниками деякі Ki-45 були перероблені в польових умовах: замість одного з паливних баків встановлювалась пара 12,7-мм кулеметів Ho-103 під кутом для можливості стріляти вверх (так звана «Неправильна музика»).
Командування швидко оцінила такий підхід до боротьби з бомбардувальниками і в наступній модифікації Ki-45 KAIc було встановлено дві 20-мм гармати Ho-5. Фронтове озброєння складалось тільки з напівавтоматичної 37-мм гармати Ho-203, тонкіший ніс був пристосований для встановлення в ньому радара. Але через затримки в налагодженні виробництва радарів останній був встановлений тільки в одному екземплярі, а всі інші 477 літаки були побудовані без радара.
Ще одна номерна модифікація Ki-45 KAId в цілому повторювала модель Ki-45 KAIc, але озброєння було змінене для ефективної боротьби з кораблями. Фронтальне озброєння складалось із напівавтоматичної 37-мм гармати Ho-203 і двох 20-мм гармат «Ho-5».

### Подальші модифікації
У вигляді експерименту на одному літаку було встановлено 75-мм протитанкову гармату, але конструкція літака виявилась не спроможною до таких навантажень.
З успіхом Ki-45 компанія Kawasaki почала розробляти покращену версію Ki-45-II, на якій повинні були встановлюватись двигуни Mitsubishi Ha-112-II, але армійське керівництво вирішило що тепер був необхідний одномісний тяжкий винищувач, який отримав новий код Ki-96. Перший прототип Ki-45-II який вже перебував на стадії виробництва був швидко перероблений в одномісний варіант.
Всього на заводах Kawasaki в Ґіфу і в Акасі було виготовлено 1 701 Ki-45:
- Завод Ґіфу:
  - 3 прототипи Ki-45 (січень — травень 1939)
  - 8 покращених прототипів Ki-45 (липень 1940 — лютий 1941)
  - 3 прототипи Ki-45 KAI (серпень — жовтень 1941)
  - 12 передсерійних Ki-45 KAI (жовтень — грудень 1941)
  - 305 Ki-45 KAIa і Ki-45 KAIb (січень 1942 — вересень 1943)
- Завод Акасі:
  - 893 Ki-45 KAIa, KAIb і KAId (вересень 1942 — липень 1945)
  - 477 Ki-45 KAIc (квітень — грудень 1944)

## Тактико-технічні характеристики

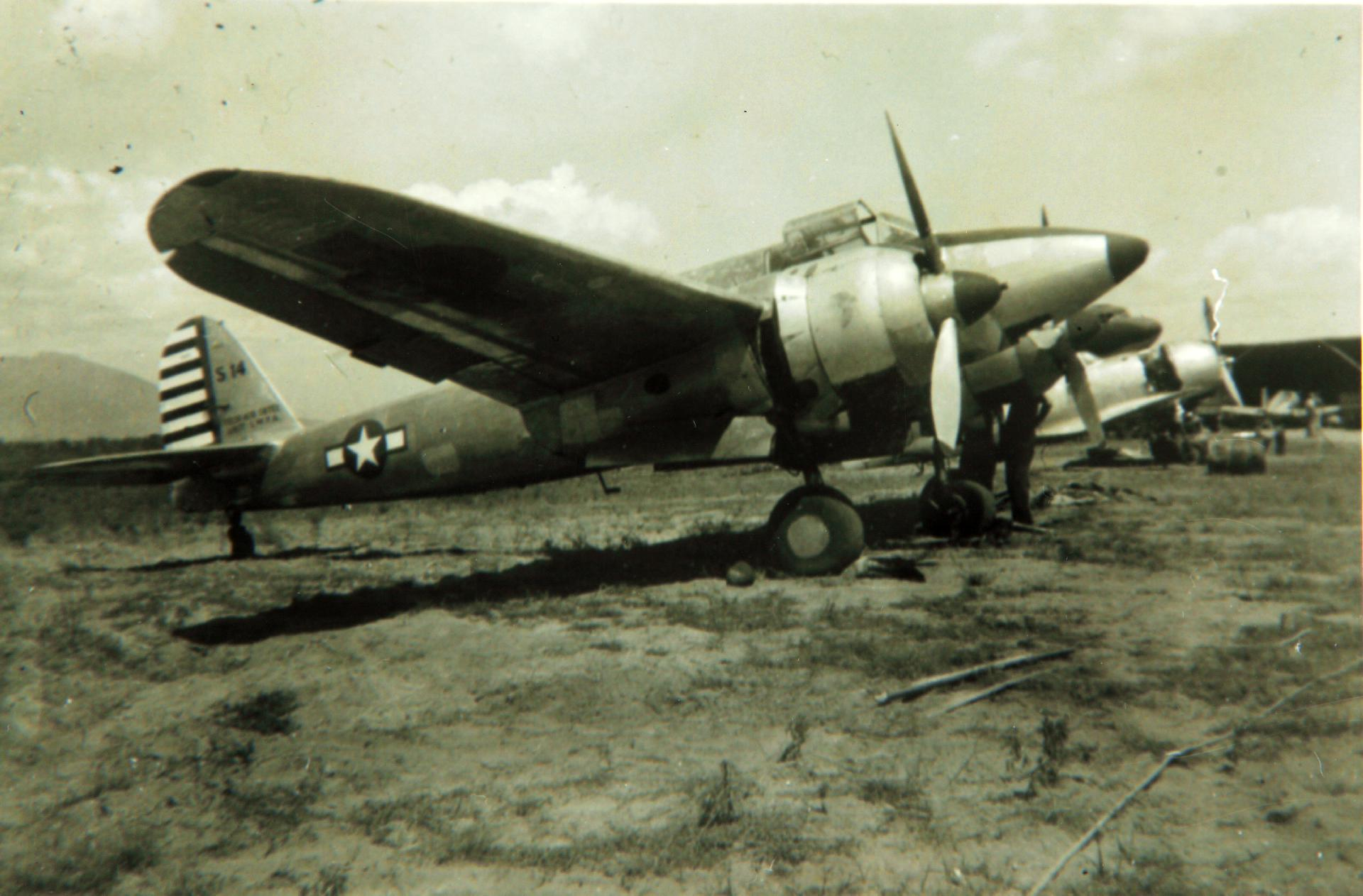
Захоплений Ki-45 армією США після капітуляції Японії.

### Технічні характеристики
|                       | Ki-45 (c/н 4502)             | Ki-45 (c/н 4507)            | Ki-45 KAIa                  | Ki-45 KAIc                  |
| --------------------- | ---------------------------- | --------------------------- | --------------------------- | --------------------------- |
| Екіпаж                | 2 особи                      | 2 особи                     | 2 особи                     | 2 особи                     |
| Довжина               | 10,26 м                      | 10,26 м                     | 10,60 м                     | 11,00 м                     |
| Висота                | 3,57 м                       | 3,57 м                      | 3,70 м                      | 3,70 м                      |
| Розмах крил           | 14,50 м                      | 14,50 м                     | 15,02 м                     | 15,02 м                     |
| Площа крил            | 29,00 м ²                    | 29,00 м ²                   | 32,00 м ²                   | 32,00 м ²                   |
| Маса пустого          | 2 500 кг                     | 3 150 кг                    | 3 695 кг                    | 4 000 кг                    |
| Маса спорядженого     | 3 750 кг                     | 4 400 кг                    | 5 276 кг                    | 5 500 кг                    |
| Навантаження на крило | 129,3 кг/м²                  | 151,7 кг/м²                 | 164,9 кг/м²                 | 171,9 кг/м²                 |
| Двигуни               | 2 × Nakajima Ha-20b          | 2 × Nakajima Ha-25          | 2 × Nakajima Ha-25          | 2 × Mitsubishi Ha-102       |
| Повітряний гвинт      | трилопатевий, змінного кроку | трилопатевий, сталого кроку | трилопатевий, сталого кроку | трилопатевий, сталого кроку |
| Діаметр гвинта        | -                            | 2,95 м                      | 2,95 м                      | 2,95 м                      |
| Потужність            | 2 × 820 к. с.                | 2 × 950 к. с.               | 2 × 950 к. с.               | 2 × 1050 к. с.              |
| Питома потужність     | 2,6 кг/к. с.                 | 2,1 кг/к. с.                | 2,5 кг/к. с.                | 2,55 кг/к. с.               |
| Максимальна швидкість | 480 км/г                     | 520 км/г                    | 547 км/г                    | 540 км/г                    |
| Крейсерська швидкість | -                            | -                           | 380 км/год                  | 380 км/год                  |
| Дальність польоту     | 1 750 км                     | -                           | 2 260 км                    | 2 000 км                    |
| Практична стеля       | -                            | -                           | 10 730 м                    | 10 000 м                    |
| Швидкість підйому     | -                            | -                           | -                           | 11 м/с                      |
| Час набору висоти     | 5000 м за 10 хв. 12 с.       | -                           | 5000 м за 6 хв. 17 с        | 5000 м за 7 хв.             |

### Озброєння
Курсивом виділені експериментальні моделі. Велика кількість літаків модифікувалась у польових умовах.
|                               | Фронтальне          | В тунелі (фронтальне) | Під кутом вверх «Неправильна музика»   | Турельне         |
| ----------------------------- | ------------------- | --------------------- | -------------------------------------- | ---------------- |
| Ki-45 (прототипи)             | 2 × 7,7-мм (Тип 89) | 20 мм (Ho-3)          | -                                      | 7,7-мм (Тип 89)  |
| Ki-45 KAIa                    | 2 × 12,7-мм (Тип 1) | 20 мм (Ho-3)          | -                                      | 7,92-мм (Тип 98) |
| Ki-45 KAIa (нічний винищувач) | 2 × 12,7-мм (Тип 1) | 20 мм (Ho-3)          | 2 × 12,7-мм (Тип 1) або 2×20 мм (Ho-5) | -                |
| Ki-45 KAIb                    | 20 мм (Ho-3)        | 37 мм (Тип 98)        | -                                      | 7,92-мм (Тип 98) |
| Ki-45 KAIc                    | -                   | 37 мм (Ho-203)        | 2 × 20 мм (Ho-5)                       | 7,92-мм (Тип 98) |
| Ki-45 KAId                    | 2 × 20 мм (Ho-5)    | 37 мм (Ho-203)        | -                                      | 7,92-мм (Тип 98) |
| Ki-45 KAI                     | -                   | 75-мм                 | -                                      | -                |
| Ki-45 KAI                     | 20 мм (Ho-3)        | 37 мм (Ho-203)        | 2 × 20 мм (Ho-5)                       | -                |
| Ki-45 KAI                     | 2 × 12,7-мм (Тип 1) | -                     | 2 × 20 мм (Ho-5)                       | 7,92-мм (Тип 98) |
| Ki-45 KAI                     | 2 × 37 мм (Ho-203)  | -                     | 2 × 12,7-мм (Тип 1)                    | -                |
| Ki-45 KAI                     | 37 мм (Ho-203)      | -                     | 2 × 20 мм (Ho-5)                       | 7,92-мм (Тип 98) |

Підвісне обладнання:
- 2 × 200 л. — додаткові паливні баки (основний бак мав 1003 л.)
- 2 × 250 кг бомби.

## Історія використання

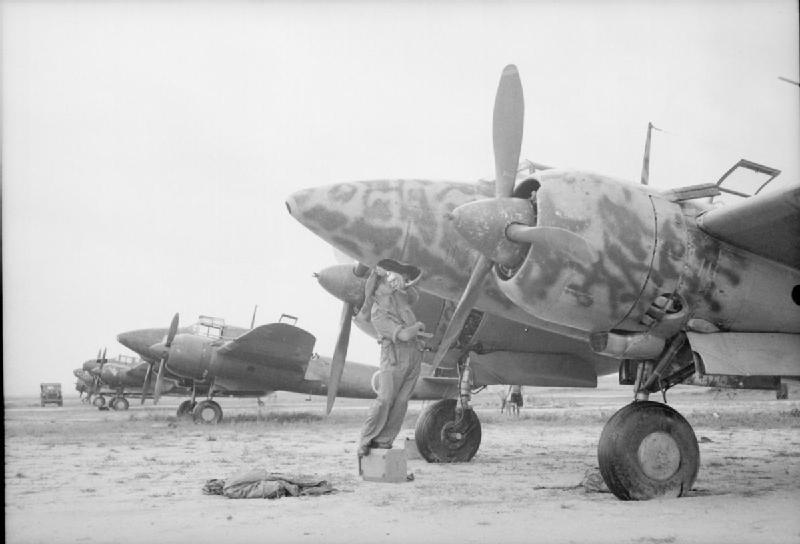
Покинені Ki-45 71 окремого батальйону в аеропорті Сінгапуру. Вересень 1945.

Перші Ki-45-KAIa надійшли до 5-го авіазагону ППО, що базувався в Касіва (Тіба) в вересні 1942 року, але в бій першими вступили Ki-45 21-го авіазагону в Бірмі і 16-го авіазагону в Китаї, які почали використовуватись у бойових діях у жовтні і листопаді відповідно. Потужне озброєння і захищені паливні баки дозволяли використовувати літак не лише як засіб ППО, а також для атак наземних і морських цілей. Для таких цілей і була розроблена модифікація Ki-45-KAIb.
Літаки моделі Ki-45-KAIb активно використовувались у Новій Гвінеї проти американських патрульних човнів.
Коли США почали здійснювати бомбардувальні нальоти на Японію, Ki-45-KAIc почали активно діяти як нічні винищувачі протиповітряної оборони. Зокрема в першій місії з використанням Ki-45-KAIc по захисту японських островів, японські пілоти доповіли про вісім збитих B-29. В обороні активно діяли літаки 4, 5, 45, 53 і 70 авіазагонів.

## Оператори
Японська імперія
- ВПС Імператорської армії Японії
  - 25-й окрема рота ВПС
  - 71-й окрема рота ВПС
  - 4-й авіазагін ВПС
  - 5-й авіазагін ВПС
  - 13-й авіазагін ВПС
  - 16-й авіазагін ВПС
  - 21-й авіазагін ВПС
  - 27-й авіазагін ВПС
  - 45-й авіазагін ВПС
  - 53-й авіазагін ВПС
  - 65-й авіазагін ВПС
  - 70-й авіазагін ВПС

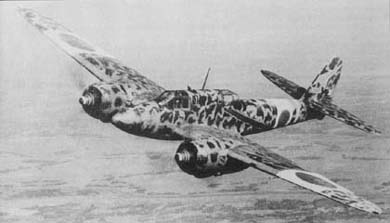
Kawasaki Ki-45 KAIc 53-того авіазагону.

  - Винищувальна тренувальна школа Акено

 КНР
- Повітряні сили Китайської Народної Республіки

## Вцілілі екземпляри

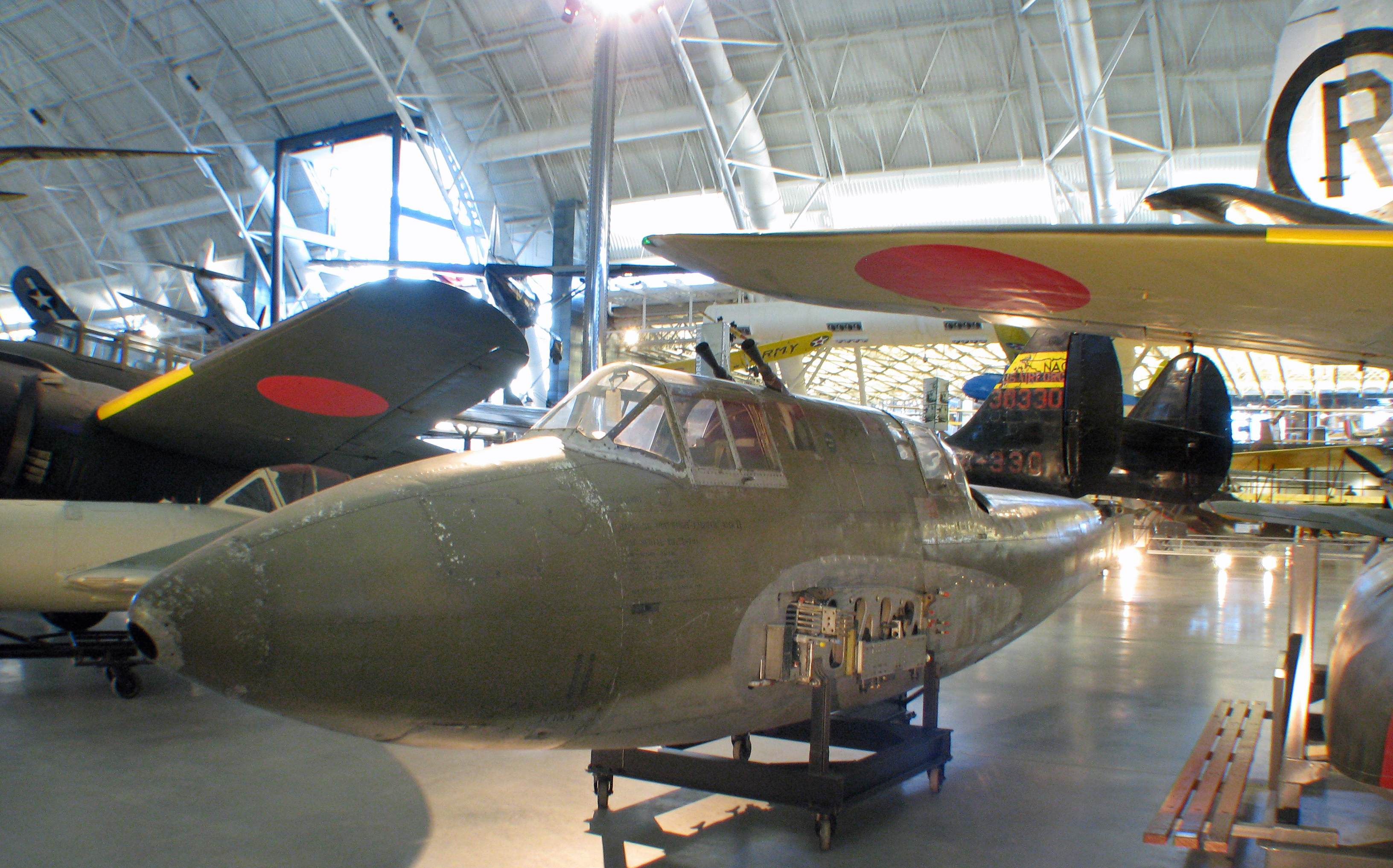
Kawasaki Ki-45 KAIc (Hei). Добре видно кулемети направлені під кутом вгору.

Фюзеляж одного вцілілого Ki-45 KAIc зберігається в центрі Стівена Удвара-Гезі в штаті Вірджинія. Це один зі 145 літаків, які були вивезені в США після закінчення Другої світової війни на борту авіаносця «Барнс». Після проведення тестів Повітряні сили армії США подарували літак Смітсонівській установі в червні 1946 року.